# Marija Dmitrijewna Nesselrode

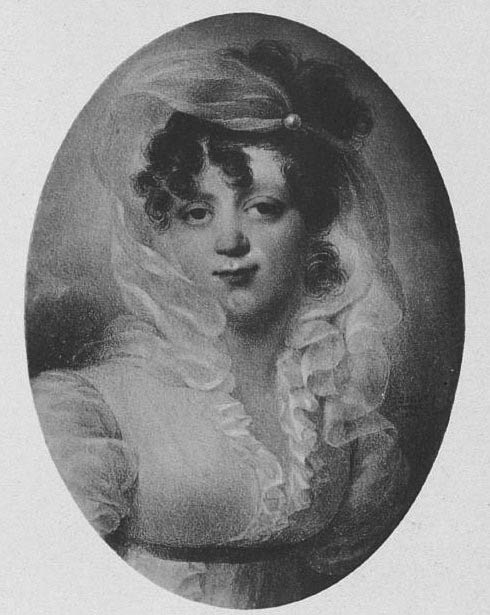
Marija Dmitrijewna Nesselrode (Jean-Baptiste Isabey, 1814)

Marija Dmitrijewna Nesselrode, geboren Marija Dmitrijewna Gurjewa, (russisch Мария Дмитриевна Нессельроде, Geburtsname russisch Мария Дмитриевна Гурьева; * 2. Junijul. / 13. Juni 1786greg.; † 6. August 1849 in Gastein) war eine russische einflussreiche Hofdame.

## Leben
Marija Dmitrijewna war die älteste Tochter des Offiziers und späteren Finanzministers Dmitri Alexandrowitsch Gurjew und erhielt eine häusliche Erziehung. 1802 wurde sie zum Hoffräulein ernannt.
Im Januar 1812 heiratete Marija Dmitrijewna den Diplomaten Graf Karl Robert von Nesselrode, der im Oktober 1811 aus Paris nach St. Petersburg zurückgekommen war und bald wieder nach Paris geschickt wurde. Die Gräfin Nesselrode wurde Mitglied des Rats der nach dem Französischen Angriff 1812 im Dezember 1812 von der Kaiserin Elisabeth Alexejewna gegründeten Patriotischen Gesellschaft für Wohltätigkeit. Jede der Damen des Rats der Gesellschaft hatte mit einer Helferin und einer Spendensammlerin einen Stadtteil zu betreuen. 1816 erhielt sie den Russischen Orden der Heiligen Katharina II. Klasse. 1836 wurde sie zur Staatsdame ernannt. Sie bekam drei Kinder Jelena, Dmitri und Marija.
Gräfin Nesselrode war am Hof Nikolaus I. eine der einflussreichsten Damen und beherrschte mit ihrem scharfen Verstand und eisernen Charakter die Oberschicht der St. Petersburger Gesellschaft. Sie führte ihren eigenen Salon, der für ausgewählte Gäste den Weg in die höhere Gesellschaft eröffnete. Modest Andrejewitsch von Korff beschrieb sie als herrschsüchtige Frau, die von vielen bewundert wurde, aber wenige Freunde hatte und aufgrund ihres Auftretens im Gegensatz zu Graf Alexander von Benckendorff mehr gefürchtet als geliebt wurde.
Nach der Erinnerung Fürst Pawel Petrowitsch Wjasemskis hasste Alexander Sergejewitsch Puschkin Gräfin Nesselrode als letzte Vertreterin der kosmopolitischen Oligarchie kaum weniger als Faddei Wenediktowitsch Bulgarin. Die Puschkin zugeschriebenen Epigramme auf den Vater Dmitri Gurjew konnte Gräfin Nesselrode Puschkin nicht verzeihen. Sie nahm Baron Jacob van Heeckeren tot Enghuizen in ihren Kreis auf, dessen Adoptivsohn Georges-Charles de Heeckeren d’Anthès im Duell Puschkin tödlich verletzte.
Der Gräfin Nesselrode wurde ein starker Einfluss auf die Arbeit ihres Mannes zugeschrieben. Auch diente sie als politische Agentin ihres Mannes. Sie verbrachte viel Zeit im Ausland und bevorzugte die Salons in Paris und Baden-Baden. In ihren Briefen schrieben die Fürstin von Lieven und die Herzogin von Sagan, dass die Gräfin Nesselrode 1841 nur der wichtigen Personen Frankreichs wegen nach Paris gekommen war, dass sie keine Konkurrenz duldete und dass sie den beurlaubten Adolphe Thiers nur aufgenommen habe, um den von der Fürstin von Lieven verehrten François Guizot auszugrenzen.
Gräfin Nesselrode starb während eines Aufenthalts in Gastein an einem Schlaganfall. Sie wurde nach St. Petersburg überführt und  im Alexander-Newski-Kloster in der Kirche der Ausgießung des Heiligen Geistes bestattet.